# 埃拉福尼索斯島
埃拉福尼索斯島（希臘語：Ελαφόνησος）是希臘的島嶼，位於伯羅奔尼撒半岛和基西拉島之間的伊奥尼亚海，屬於伊奧尼亞群島的一部分。面積18平方公里，最高點海拔高度276米，2021年人口数量为743人。
行政上该岛隶属于伯羅奔尼撒大區拉科尼亚专区的埃拉福尼索斯市镇。除此岛之外，同名市镇还包括周边小岛以及伯羅奔尼撒半岛上的一块区域。

## 图集

地图
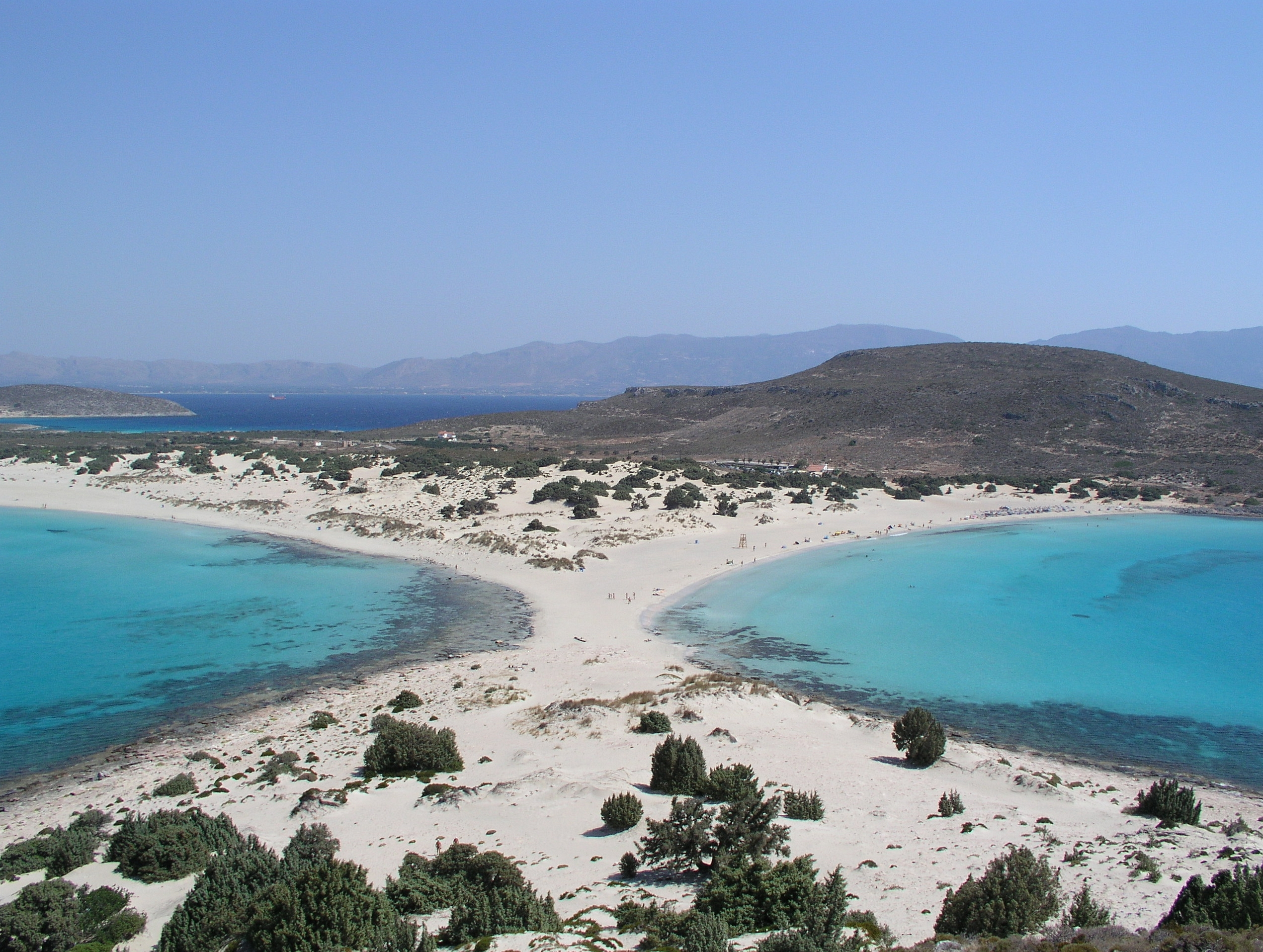
沙滩
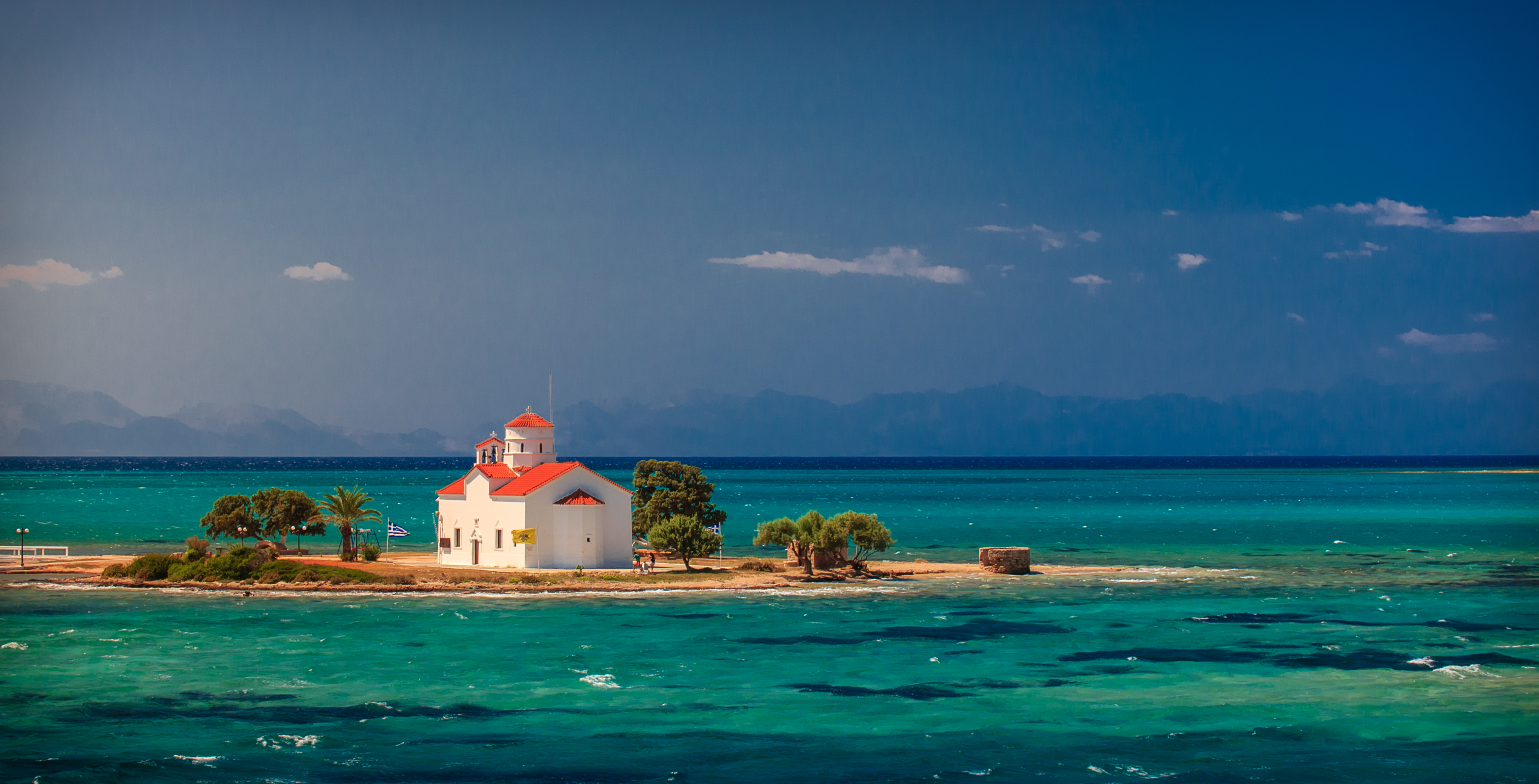
教堂
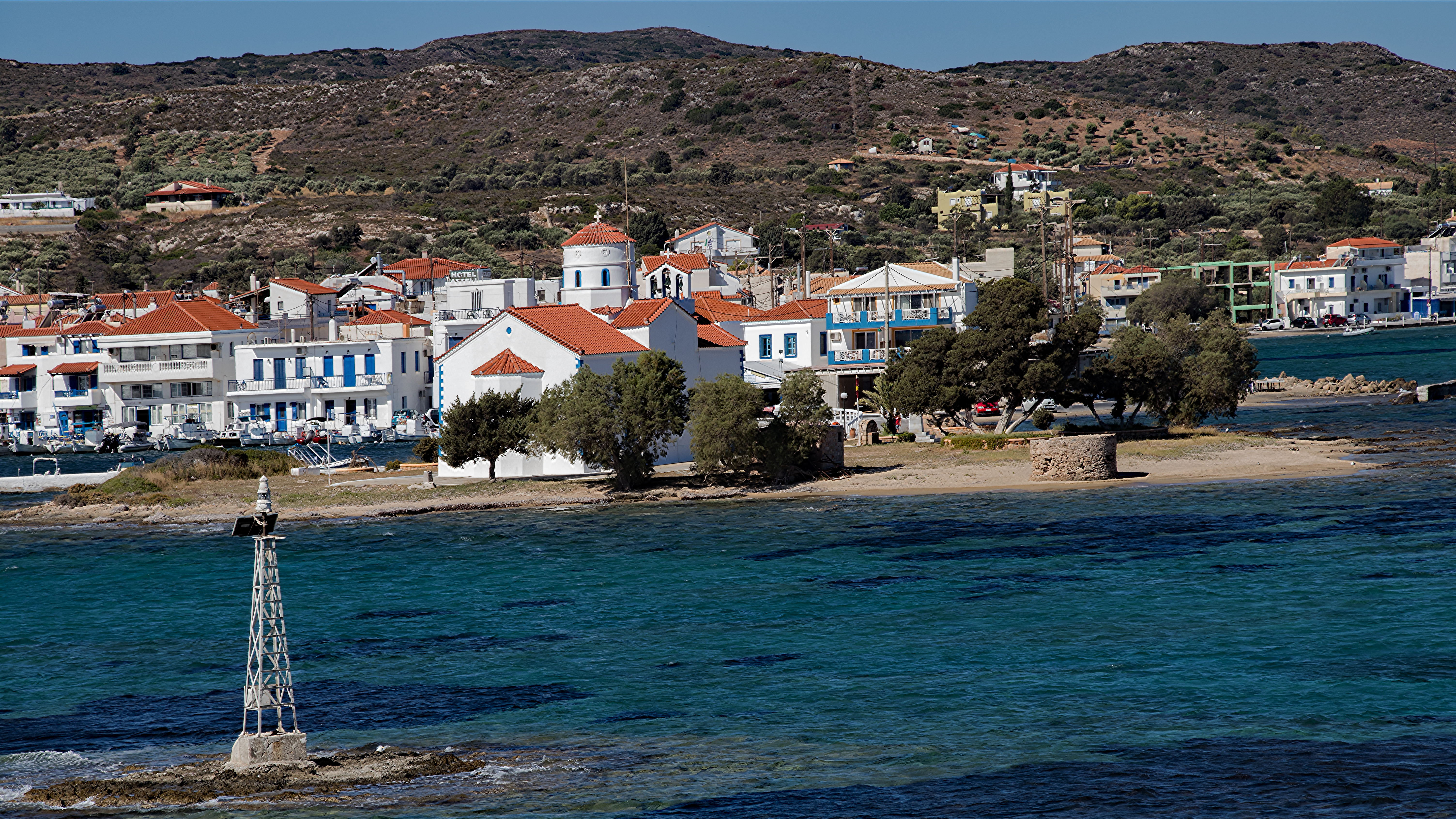
港口